# Cytotoksyny
Cytotoksyny (gr. kytos ‘komórka’) – toksyny działające na określone komórki organizmu.
W zależności od narządu lub tkanki, wobec których są toksyczne, wyróżnia się m.in.:
- dermatotoksyny (skóra)
- hemotoksyny (krew)
- hepatotoksyny (wątroba)
- nefrotoksyny (nerki)
- neurotoksyny (układ nerwowy)